# Hilda Sehested
Hilda Sehested (* 27. April 1858 auf Gut Broholm bei Gudme; † 15. April 1936 in Kopenhagen) war eine dänische Pianistin und Komponistin.

## Leben
Die Tochter des Archäologen Niels Frederik Bernhard Sehested hatte ab 1873 in Kopenhagen Klavierunterricht bei Christian Horneman. Ab 1883 nahm sie in Paris Unterricht bei der Pianistin und Musikpädagogin Louise Aglaé Massart. Ab 1886 studierte sie Musiktheorie und Komposition bei Orla Rosenhoff; dieser Unterricht setzte sich mit Unterbrechungen bis zu Rosenhoffs Tod 1905 fort.
In den 1890er Jahren entstanden erste eigene Kompositionen im romantischen Stil, von denen u. a. Fantasistykker (1891) und Sonate for Pianoforte (1896) im Druck erschienen. Nach dem Tod der Mutter zog sie 1894 mit ihrer Schwester, der Historikerin Thyra Sehested, nach Kopenhagen. Ihre musikalische Laufbahn wurde unterbrochen, als ihr Verlobter, der Archäologe und Museumsdirektor Henry Petersen 1896 einen Monat vor der geplanten Hochzeit starb.
Sehested arbeitete vorübergehend als Krankenschwester. 1899 absolvierte sie eine private Ausbildung bei dem Organisten der Frederikskirken, Ludvig Birkedal-Barfod, bekam aber keine feste Anstellung als
Organistin. Zunehmend wandte sie sich wieder der Komposition zu. Es entstanden u. a. eine Klaviersonate und ein Intermezzo für Klaviertrio (1904), die Suite für Cornet in B und Klavier (1905) und sieben Hefte mit Liedern, die teils von dem Bariton Vilhelm Michelsen aufgeführt wurden.
1911 gehörte sie zu den Mitbegründern der Østerbro Kammermusikforening, deren Vorstand sie viele Jahre war. 1914 reichte sie am Königlichen Theater die Oper Agnete og Havmanden nach einem Libretto von Sophus Michaëlis ein, deren Aufführung jedoch mit Hinweis auf die schwierige Situation des Hauses durch den Krieg abgelehnt wurde. Hingegen führte Peder Gram 1916 mit Erfolg eine instrumentierte Fassung ihrer Suite für Cornet in B sowie der Miniaturer for Orkester und einer Rhapsodi auf. Um diese Zeit entstanden auch das Kvartet i G und das Streichquintett Ensomme Hyrdedrømme. Das Morceau pathétique für Posaune und Orchester erschien in Paris im Druck. In ihren späteren Werken wandte sie sich
unter dem Einfluss Claude Debussys dem Impressionismus zu. Ihre Oper Agnete og Havmanden erlebte erst 2014, hundert Jahre nach der kriegsbedingt abgesagten Premiere, in Odense ihre konzertante Uraufführung.
Von ihren dreizehn Geschwistern wurden neben der Historikerin Thyra auch zwei Brüder, die Politiker Hannibal und Knud, bekannt.